# Sasiga
Sasiga est un woreda de l'ouest de l'Éthiopie situé dans la zone Misraq Welega de la région Oromia. Le woreda compte 80 814 habitants en 2007. Son chef-lieu est Galo.

## Situation
Limitrophe de la région Benishangul-Gumuz au nord, Sasiga est bordé dans la zone Misraq Welega par les woredas Guto Gida, Wayu Tuka et Diga.
Son chef-lieu peut s'appeler Galo,, Sasiga ou encore K'idame Gebeya[à vérifier]. Il se trouve une vingtaine de kilomètres au nord-ouest de Nekemte.

## Population
Au recensement national de 2007, la population du woreda atteint 80 814 habitants dont 3 % de citadins. Galo, qui a 2 573 habitants, est la seule agglomération recensée.
La majorité des habitants du woreda (63 %) sont protestants, 22 % sont musulmans, 14 % sont orthodoxes et 1 % sont de religions traditionnelles africaines.
En 2022, la population du woreda est estimée à 114 712 personnes avec une densité de population de 137 personnes par km2 et 837 km2 de superficie.